# Tamsin Edwards
Tamsin Edwards (22 de mayo de 1979) es una científica climática británica y conferencista en el King's College London. Es una reconocida comunicadora científica y escribe para la Public Library of Science (PLOS). Su investigación está orientada a cuantificar las incertidumbres en los modelos predictivos del clima, especialmente en las capas de hielo de Groenlandia y la Antártida y su contribución en el incremento del nivel del mar.

## Infancia y estudios
Edwards se interesó por la Física después de leer Breve Historia del Tiempo. Se graduó con honores en Ciencias Físicas, Químicas y Matemáticas en la escuela S. Margaret, en Exeter. Estudió física en la Escuela de Físicas y Astronomía en la Universidad de Mánchester. Completó un Doctorado en Física de Partículas en la Universidad de Mánchester, bajo la supervisión de Brian Cox. En su tesis, investigó la producción de bosones Z, detectados por su decadencia subsiguiente a muones, utilizando datos recogidos en el Tevatron.

## Investigación y carrera
Edwards trabajó en The Open University como conferencista, formando parte del equipo del Cambio Paleoambiental. Utilizó modelos de ordenador para pronosticar y estudiar el cambio climático, mostrando un particular interés por el impacto causado en el aumento del nivel del mar en la capa de hielo antártico. Estudió cómo la línea de tierra de un glaciar (el punto en el que se separa de un continente y flota en el mar), afecta el índice de flujo de glaciares, y estableció los efectos de retroalimentación positiva. En 2017, Edwards se unió a la King's College London como conferencista en geografía. Es la autora principal del Capítulo 9 (Océano, criosfera y cambio al nivel del mar), del sexto informe de valoración del Grupo Intergubernamental de Expertos sobre el Cambio Climático.
Edwards ha participado como escritora en proyectos de divulgación como el blog de ciencia popular organizado por la Biblioteca Pública de Ciencia (PLOS) o The Guardian, y contribuyó en capítulos de libros sobre el cambio climático. Trabajando con la Met Office, Edwards creó recursos educativos sobre el aumento nivel del mar para la Conferencia de las Naciones Unidas sobre el Cambio Climático ("COP23").
En 2014, dio un charla TEDx en CERN, Cómo amar la Incertidumbre en la Ciencia del Clima. Después de luchas entre científicos climáticos y escépticos en Twitter en 2014, Edwards formó parte de una cena en la que se planteó cómo podrían calmar el debate. A dicha cena asistieron David Rose y Richard A. Betts, Tamsin Edwards fue la única mujer. En 2015, fue una de las veinte mujeres que "hicieron olas" en la Conferencia de Cambio Climático de las Naciones Unidas de 2015. En 2016, Ganó el premio a Ciencias Ambientales de la British Science Association Charles Lyell. En la ceremonia habló sobre cómo los modelos de computadora pueden utilizarse para predecir el colapso de la capa de hielo y sobre cómo comunicar la incertidumbre. En 2017, fue perfilada en la serie Breaking the Ice de HuffPost Australia. Fue conferenciante en el Bluedot Festival de 2018.
Edwards ha actuado como asesora científica para la BBC, por ejemplo, en el programa "Los Números del Cambio Climático" de la BBC, el cual ganó un premio de la Asociación americana para el Adelanto de la ciencia para Periodismo de Ciencia, y en 2015 un premio por "la mejor presentación de la ciencia en un problema ambiental" de EuroPaws. Ha colaborado en Radio de BBC 4 y BBC Servicio Mundial.
La Real Sociedad Meteorológica, le otorgó el Premio de Comunicaciones sobre Ciencias del Clima 2020, quienes reconocieron que Edwards ha establecido el estándar internacional para la comunicación proactiva, abierta y objetiva con el público sobre el cambio climático.
El 28 de enero de 2021, Edwards participó en un panel de expertos internacionales llamado Cambio Climático: ¿Por qué debería importarnos?, organizado por el Science Museum Group.
Edwards también copresenta la serie de BBC Radio 4 “39 Ways to Save the Planet”.

## Publicaciones seleccionadas
- Nick, Faezeh M.; Vieli, Andreas; Langer Andersen, Morten; Joughin, Ian; Payne, Anthony J; Edwards, Tamsin L.; Pattyn, Frank; van de Wal, Roderik (2013). «Future sea-level rise from Greenland’s main outlet glaciers in a warming climate». Nature 497: 235-238. doi:10.1038/nature12068.
- Hawkins, Ed; Edwards, Tamsin; McNeall, Doug (201Hawkins, Ed; Edwards, Tamsin; McNeall, Doug (2014). «Pause for thought». Nature Climate Change 4: 154-156. doi:10.1038/nclimate2150.). "Pausa para pensó". Hawkins, Ed; Edwards, Tamsin; McNeall, Doug (2014). «Pause for thought». Nature Climate Change 4: 154-156. doi:10.1038/nclimate2150. 4: 154@–156. doi:10.1038/nclimate2150.
- Ritz, Catherine; Edwards, Tamsin L.; Durand, Gaël; Payne, Anthony J; Peyaud, Vincent; Hindmarsh, Richard C. Un. (2015). "Mar potencial-aumento de nivel de hielo antártico-hoja instability apremiado por observaciones". Ritz, Catherine; Edwards, Tamsin L.; Durand, Gaël; Payne, Anthony J; Peyaud, Vincent; Hindmarsh, Richard C. A. (2015). «Potential sea-level rise from Antarctic ice-sheet instability constrained by observations». Nature 528: 115-118. doi:10.1038/nature16147. Ritz, Catherine; Edwards, Tamsin L.; Durand, Gaël; Payne, Anthony J; Peyaud, Vincent; Hindmarsh, Richard C. A. (2015). «Potential sea-level rise from Antarctic ice-sheet instability constrained by observations». Nature 528: 115-118. doi:10.1038/nature16147.: 115@–118. doi:10.1038/naturaleza16147.
- Edwards, Tamsin (4 diciembre 2017). "Futuro del Mar: Impactos Actuales y Futuros de Aumento de Nivel del Mar en el Reino Unido". Edwards, Tamsin (4 de diciembre de 2017). «Future of the Sea: Current and Future Impacts of Sea Level Rise on the UK». Foresight Future of the Sea project. Government Office for Science. Mar. Edwards, Tamsin (4 de diciembre de 2017). «Future of the Sea: Current and Future Impacts of Sea Level Rise on the UK». Foresight Future of the Sea project. Government Office for Science..
- Andreas Wernecke; Tamsin L. Edwards; Philip B. Holden; Neil R. Edwards and Stephen L. Cornford (2022) Quantifying the Impact of Bedrock Topography Uncertainty in Pine Island Glacier Projections for This Century Geophysical Research Letters. AGU https://doi.org/10.1029/2021GL096589